# Саван, Збигнев
Збигнев Саван (пол. Zbigniew Sawan; 14 апреля 1904 — 14 июня 1984) — польский актёр кино, театра и телевидения; также театральный режиссёр и директор театров.

## Биография
Родился в курской губернии. Актёрское образование получил в драматическом отделении Варшавской музыкальной консерватории. Дебютировал в театре мени Юлиуша Словацкого в Кракове в 1926 г. Во время оккупации Польши Третьим рейхом в 1941 г. гестапо арестовало его, подозревая о его связи с убийством Иго Сыма; в течение нескольких месяцев находился в Освенциме.
После войны организовал Польский театр в Щецине и Оперный театр в Гливице, был режиссёром театров в Варшаве и Кракове, директором театров в Щецине и Белостоке. Умер в Варшаве, похоронен на варшавском кладбище Старые Повонзки.
Его сестра — актриса Ядвига Борыта.

## Избранная фильмография
- 1928 — Дикарка / Dzikuska
- 1928 — Канун весны / Przedwiośnie
- 1929 — Человек о голубой душе / Człowiek o błękitnej duszy
- 1929 — Полицмейстер Тагеев / Policmajster Tagiejew
- 1929 — Под флагом любви / Pod banderą miłości
- 1931 — Соблазнённая / Uwiedziona
- 1931 — Сердце на улице / Serce na ulicy
- 1938 — Последняя бригада / Ostatnia Brygada
- 1939 — Чёрные бриллианты / Czarne diamenty
- 1961 — Визит президента / Odwiedziny prezydenta
- 1965 — Пепел / Popioły
- 1965 — Катастрофа / Katastrofa
- 1968 — Ставка больше, чем жизнь / Stawka większa niż życie (только в 13-й серии)
- 1970 — Гидрозагадка / Hydrozagadka
- 1970 — Сигналы — Приключения в космосе / Signale — Ein Weltraumabenteuer / Sygnały MMXX (ГДР / Польша)
- 1973 — Большая любовь Бальзака / Wielka miłość Balzaka
- 1975 — Ночи и дни / Noce i dnie
- 1976 — Честь ребёнка / Honor dziecka
- 1977 — Акция под Арсеналом / Akcja pod Arsenałem
- 1978 — Семья Поланецких / Rodzina Połanieckich
- 1979 — Ария для атлета / Aria dla atlety

## Признание
- 1966 — Офицерский крест Ордена Возрождения Польши.